# Stipa magnifica
Stipa magnifica är en gräsart som beskrevs av Paul Junge. Stipa magnifica ingår i släktet fjädergrässläktet, och familjen gräs. Inga underarter finns listade i Catalogue of Life.